# Ermita de Sant Sebastià de Sitges
L'ermita de Sant Sebastià és un edifici religiós del segle xix a Sitges, al Garraf inclosa en l'Inventari del Patrimoni Arquitectònic de Catalunya.

## Arquitectura
L'ermita de Sant Sebastià, de planta quadrada, forma part del cementiri de Sitges. És un edifici d'una sola nau, amb creuer i capelles laterals. La façana presenta una composició simètrica amb teulada a dues vessants. A la part baixa hi ha una base de carreus regulars de pedra. El portal centrat té arc de mig punt de dovelles de pedra. A la part superior de la façana hi ha una obertura circular. El conjunt queda completat amb una fornícula situada a la línea de la façana sobre el vèrtex de la teulada. És realitzada en maó i rajoles, on apareix la imatge de Sant Sebastià. El campanar situat a la part posterior es corona amb coberta de pavelló amb rajoles.

## Història
Tot i que no hi ha documentació sobre els orígens de la primitiva ermita de Sant Sebastià, hom pensa que data del segle VIII; la inscripció de l'any 1614 que hi havia als seus murs ha fet que els historiadors situessin en aquesta data unes obres de remodelació. L'edificació actual va iniciar-se l'any 1857 (data que apareix a la dovella central de la porta), sota la direcció d'obres Cros.
L'edifici actual, però, és obra del segle xix (1857-1861) pel mestre d'obres Francesc Cros; un cop acabada la construcció, va ser adscrita al servei de capella del cementiri. A banda de la imatge de Sant Sebastià que s'hi venera, en l'ermita es poden veure també passos de la Setmana Santa sitgetana. Va ser beneïda el 23 d'agost de 1861 i el dia 25 del mateix mes s'hi va portar el sant en processó. En aquesta data va quedar convertida en capella del cementiri.
Depèn de la parròquia de Sant Bartomeu i Santa Tecla de Sitges. Celebracions principals: Del 19 al 27 de gener, novena de sant Sebastià, amb ofici solemne el dia 20. Per dimecres Sant, al vespre es fa el Pòrtic de la Setmana Santa, i dijous i divendres s'exposen els passos de la processó (no tots; alguns tenen altres llocs d'exposició). Per Sant Pere s'hi celebra l'ofici en commemoració de la festa del barri de les Cases Noves. El 2 de Novembre, Missa pels difunts.
En els goigs de Sant Sebastià, s'agraeix al sant que hagués alliberat Sitges de la pesta.